# Vejle–Give Jernbaneselskab
| Bahnhof Jelling |                      |                                               |                                               |
| Karte der Vejle–Holstebro Jernbane |                      |                                               |                                               |
| Streckenlänge: | 32 km                |                                               |                                               |
| Spurweite: | 1435 mm (Normalspur) |                                               |                                               |
| |                      |                                               |                                               |
| \| \| 32 \| Give \| Give \| \| \| 27 \| Farre (bis 1969 Bhf., Haltepunkt bis 1979) \| Farre (bis 1969 Bhf., Haltepunkt bis 1979) \| \| \| 21 \| Gadbjerg (bis 1969 Bhf., Haltepunkt bis 1979) \| Gadbjerg (bis 1969 Bhf., Haltepunkt bis 1979) \| \| \| 18 \| Mølvang (bis 1965) \| Mølvang (bis 1965) \| \| \| 14 \| Jelling \| Jelling \| \| \| 11 \| Hørup (bis 1958 Bhf., Haltepunkt bis 1963 \| Hørup (bis 1958 Bhf., Haltepunkt bis 1963 \| \| \| 8 \| Højgård (Fahrkartenverkaufsstelle, bis 1963) \| Højgård (Fahrkartenverkaufsstelle, bis 1963) \| \| \| 5 \| Grejsdal (bis 1970 Pers.-Halt)) \| Grejsdal (bis 1970 Pers.-Halt)) \| \| \| 2 \| Vejle Nord (früher Bhf.) \| Vejle Nord (früher Bhf.) \| \| \| \| Bahnstrecke Vejle–Vandel nach Vandel \| \| \| \| \| Übergabegleis nach Vejle \| \| \| \| \| \| \| \| Quellen: [1] \| \| \| \| |                      |                                               |                                               |
| Kopfbahnhof Streckenanfang | 32                   | Give                                          | Give                                          |
| ehemaliger Bahnhof | 27                   | Farre (bis 1969 Bhf., Haltepunkt bis 1979)    | Farre (bis 1969 Bhf., Haltepunkt bis 1979)    |
| Dienststation / Betriebs- oder Güterbahnhof | 21                   | Gadbjerg (bis 1969 Bhf., Haltepunkt bis 1979) | Gadbjerg (bis 1969 Bhf., Haltepunkt bis 1979) |
| ehemaliger Bahnhof | 18                   | Mølvang (bis 1965)                            | Mølvang (bis 1965)                            |
| Bahnhof | 14                   | Jelling                                       | Jelling                                       |
| ehemaliger Haltepunkt / Haltestelle | 11                   | Hørup (bis 1958 Bhf., Haltepunkt bis 1963     | Hørup (bis 1958 Bhf., Haltepunkt bis 1963     |
| ehemaliger Haltepunkt / Haltestelle | 8                    | Højgård (Fahrkartenverkaufsstelle, bis 1963)  | Højgård (Fahrkartenverkaufsstelle, bis 1963)  |
| Dienststation / Betriebs- oder Güterbahnhof | 5                    | Grejsdal (bis 1970 Pers.-Halt))               | Grejsdal (bis 1970 Pers.-Halt))               |
| ehemaliger Haltepunkt / Haltestelle | 2                    | Vejle Nord (früher Bhf.)                      | Vejle Nord (früher Bhf.)                      |
| Abzweig geradeaus und ehemals nach rechts |                      | Bahnstrecke Vejle–Vandel nach Vandel          | Bahnstrecke Vejle–Vandel nach Vandel          |
| Strecke |                      | Übergabegleis nach Vejle                      | Übergabegleis nach Vejle                      |
| |                      |                                               |                                               |
| Quellen: |                      |                                               |                                               |

Die Vejle–Give Jernbaneselskab (VGJ) war eine private dänische Eisenbahngesellschaft. Sie erbaute die Bahnstrecke Vejle–Give. Die Strecke, die 1912 vom dänischen Staat übernommen und 1914 in die Bahnstrecke Vejle–Holstebro integriert wurde, wurde vereinzelt auch Grejsdalsbanen genannt.

## Geschichte
Mit dem Eisenbahngesetz vom 12. April 1889 wurde der Bau einer Schmalspurbahn von Vejle nach Give beschlossen. Der dänische Staat sicherte für den Bau der Strecke einen Zuschuss von 100.000 Kronen zu. Dies war bereits der dritte Versuch, eine Bahnstrecke zwischen den beiden Orten zu bauen. 1882 und 1887 wurde der Vorschlag abgelehnt.
Der Gesetzestext wurde mit dem Eisenbahngesetz vom 11. April 1890 in eine Normalspurbahn geändert. Am 15. Juni 1892 wurde der Vejle-Give Jernbaneselskab (VGJ) die Konzession für den Bau unter der Auflage erteilt, dass die Eröffnung bis zum 1. Mai 1896 stattfinden müsse.
Das Ingenieurbüro Gluud, Werner und Winkel konnte die Strecke ohne größere Probleme erbauen lassen. Der Baubeginn war im Juli 1892. Die Inbetriebnahme erfolgte am 2. August 1894. Drei Tage später begann der fahrplanmäßige Betrieb mit drei Zugpaaren. Die Fahrzeit betrug über 1 ½ Stunden für die 30 km lange Strecke.
Alle Bahnhofsgebäude an der Strecke wurden von dem dänischen Architekten Thomas Arboe entworfen.

## Strecke
Um die Anschlussgebühren für die Einfahrt in den Bahnhof Vejle der Danske Statsbaner (DSB) zu sparen, errichtete die Gesellschaft nördlich des Staatsbahnhofes eine eigene Station, Vejle Nord. Beide Bahnhöfe wurden mit einem Übergabegleis verbunden.
1897 wurde der Bahnhof Vejle Nord erweitert, da ab dem 10. September 1897 die private Bahnstrecke Vejle–Vandel nach Vandel (VVGJ) ebenfalls hier endete. Von Vejle N begann der Aufstieg der Bahn durch Grejsdalen zum Bahnhof Grejsdal, weiter zum Haltepunkt Højgaard, Haltepunkt Hørup, Bahnhof Jelling, Haltepunkt Mølvang, Bahnhof Gadbjerg zum Bahnhof Farre, um den Endbahnhof Give zu erreichen.

## Fahrzeuge
Für die Betriebsaufnahme auf der Strecke wurden zwei Dampflokomotiven und verschiedene Güter- und Personenwagen beschafft, später wurde der Bestand erweitert:
| Nummer | Bauart           | Achsfolge | Hersteller                         | Baujahr  | Verbleib |
| ------ | ---------------- | --------- | ---------------------------------- | -------- | --- |
| 1      | Schlepptenderlok | 2' B      | Jung & Staimer OHG, Kirchen (Sieg) | 185/1894 | gezeichnet von Otto Friedrich August Busse, Außenzylinder, Allan-Steuerung, 2 Salter-Sicherheitsventile, Vakuumbremse an der Lok, Handbremse am Schlepptender, geliefert am 19. Mai 1894, neue Feuerbüchse 1908, 1914 an Vejle–Vandel–Grindsted Jernbane (VVGJ), VVGJ 1                       |
| 2      | Schlepptenderlok | 2' B      | Jung & Staimer OHG, Kirchen (Sieg) | 186/1894 | gezeichnet von Otto Friedrich August Busse, Außenzylinder, Allan-Steuerung, 2 Salter-Sicherheitsventile, Vakuumbremse an der Lok, Handbremse am Tender, neue Feuerbüchse 191/12, 1914 an Vejle–Vandel–Grindsted Jernbane (VVGJ), VVGJ 2                                                       |
| 3      | Schlepptenderlok | 2' B      | Jung & Staimer OHG, Kirchen (Sieg) | 374/1899 | 1907 von Fjerritslev–Frederikshavn Jernbane – FFJ 10 – für 20.000 Kronen gekauft, Außenzylinder, Allan-Steuerung, 2 Salter-Sicherheitsventile, Vakuumbremse an der Lok, Handbremse am Tender, am 14. Oktober 1907 in Betrieb genommen, 1914 an Vejle–Vandel–Grindsted Jernbane (VVGJ), VVGJ 3 |

Zu Beginn reichten die beiden Lokomotiven aus, ferner waren 16 Güterwagen von Waggonbau Görlitz und vier Wagen von Smedemester Mørch in Frederikshavn vorhanden.
Als die Strecke nach Vandel eröffnet wurde, waren die beiden Lokomotiven zu wenig für den Betriebsablauf und es musste ständig eine Lokomotive von der VVGJ ausgeliehen werden. Deshalb kaufte VGJ 1907 eine gebrauchte Lokomotive, die FFJ 10. Ab 1912 wurde die H 41 der DSB für 500 Kronen pro Jahr angemietet. Die Anzahl der Wagen wurde durch Käufe von Görlitz, Vulcan und Scandia vergrößert. Zu Anfang wurden die Fahrzeuge mit den Initialen VGB gezeichnet. Dies wurde 1906 in VGJ geändert.

## Übernahme durch den Staat
Mit dem Eisenbahngesetz vom 27. Mai 1908 wurde beschlossen, dass die DSB die Strecke von Herning nach Holstebro verlängern und zudem die Strecke von Vejle nach Give übernehmen solle, nachdem bereits auf Grundlage des Eisenbahngesetzes vom 27. April 1900 die Strecke zwischen Give und Herning beschlossen und gebaut wurde. Dieser Abschnitt wurde am 11. Oktober 1904 eingeweiht. Der Bau der neuen Strecke nach Holstebro wurde 1911 begonnen, am 1. Januar 1914 wurde sie dem Betrieb übergeben.
Der dänische Staat erwarb 1912 das Eigentum an der VGJ, jedoch erst ab dem 1. Oktober 1914 erfolgte die Betriebsführung durch DSB.